# Sylvia Kristel
Sylvia Maria Kristel (28 tháng 9 năm 1952 – 17 tháng 10 năm 2012) là một nữ diễn viên Hà Lan đã đóng trên 50 phim, trong đó nổi tiếng nhất với vai nữ chính trong bốn trên bảy phim của series Emmanuelle.

## Danh mục phim
1. The Swing Girls (2010) (TV) as Eva de Leeuw
2. Two Sunny Days (2010) as Angela
3. Bank (2002) as Wife
4. Sexy Boys (2001) as La sexologue
5. De vriendschap (2001) as Sylvia
6. Vergeef me (2001) as Chiquita (on stage)
7. Die Unbesiegbaren (2000) (TV)
8. Lijmen/Het Been (2000) as Jeanne
9. An Amsterdam Tale (1999) as Alma
10. Film 1 (1999) as Patron
11. Harry Rents a Room (1999) as Miss Pinky
12. Gaston's War (1997) as Miep Visser
13. Die Sexfalle (1997) (TV) as Nicole Fuchs
14. "Onderweg naar morgen" (1994) Serie TV as Trix Odijk (1996)
15. "De eenzame oorlog van Koos Tak" (1996) - Tante Heintje (1996) Episodio TV
16. Emmanuelle au 7ème ciel (1993) as Emmanuelle
17. Le secret d'Emmanuelle (1993) (TV)
18. Beauty School (1993) as Sylvia
19. Le parfum d'Emmanuelle (1993) (TV) as Emmanuelle
20. Magique Emmanuelle (1993) (TV) as Emmanuelle
21. L'amour d'Emmanuelle (1993) (TV) as Old Emmanuelle
22. Emmanuelle à Venise (1993) (TV) as Old Emmanuelle
23. La revanche d'Emmanuelle (1993) (TV) as Old Emmanuelle
24. Éternelle Emmanuelle (1993) (TV) as Old Emmanuelle
25. Seong-ae-ui chimmuk (1992)
26. Hot Blood (1990) as Sylvia
27. In the Shadow of the Sandcastle (1990) as Angel
28. Dracula's Widow (1988) as Vanessa
29. The Arrogant (1988) as Julie
30. Casanova (1987) (TV) as Maddalena
31. Red Heat (1985) as Sofia
32. Mata Hari (1985) as Mata Hari
33. The Big Bet (1985).... Michelle
34. Emmanuelle IV (1984) as Sylvia / Emmanuelle
35. Private School (1983) as Ms. Regina Copoletta
36. Private Lessons (1981) as Nicole Mallow
37. Lady Chatterley's Lover (1981) as Lady Constance Chatterley
38. The Million Dollar Face (1981) (TV) as Brett Devereaux
39. Un amore in prima classe (1980) as Beatrice
40. The Nude Bomb (1980) as Agent 34
41. The Concorde... Airport '79 (1979) as Isabelle
42. The Fifth Musketeer (1979) as Maria Theresa
43. Letti selvaggi (1979) as The Lady on the Bed/The Unhappy Wife
44. Mysteries (1978) as Dany Kielland
45. Pastorale 1943 (1978) as Miep Algera
46. Goodbye Emmanuelle (1977) as Emmanuelle
47. René la canne (1977) as Krista
48. Alice ou la dernière fugue (1977) as Alice Caroll
49. La marge (1976) as Diana
50. Une femme fidèle (1976) as Mathilde Leroy
51. Emmanuelle: L'antivierge (1975) Emmanuelle
52. Le jeu avec le feu (1975) as Diana Van Den Berg
53. Un linceul n'a pas de poches (1974) as Avril
54. Der Liebesschüler (1974) as Andrea
55. Emmanuelle (1974) as Emmanuelle
56. Naakt over de schutting (1973) as Lilly Marischka
57. Because of the Cats (1973) as Hannie Troost
58. Frank en Eva (1973) as Sylvia